# Менково (Великопольське воєводство)
Менково (пол. Miękowo, нім. Weichingen) — село в Польщі, у гміні Червонак Познанського повіту Великопольського воєводства.
Населення — 471 особа (2011).
У 1975-1998 роках село належало до Познанського воєводства.

## Демографія
Демографічна структура станом на 31 березня 2011 року:
|          | Загалом | Допрацездатний вік | Працездатний вік | Постпрацездатний вік |
| -------- | ------- | ------------------ | ---------------- | -------------------- |
| Чоловіки | 217     | 55                 | 150              | 12                   |
| Жінки    | 254     | 61                 | 158              | 35                   |
| Разом    | 471     | 116                | 308              | 47                   |